# أندرياس كارلغرين
أندرياس كارلغرين (بالسويدية: CARLGREN, Andreas)‏ هو سياسي سويدي، ولد في 8 يوليو 1958 في السويد. حزبياً، نشط في حزب الوسط السويدي. وقد انتخب عضو البرلمان السويدي ‏ وانتخب وزير البيئة ‏ (6 أكتوبر 2006 – 29 سبتمبر 2011).